# Subud

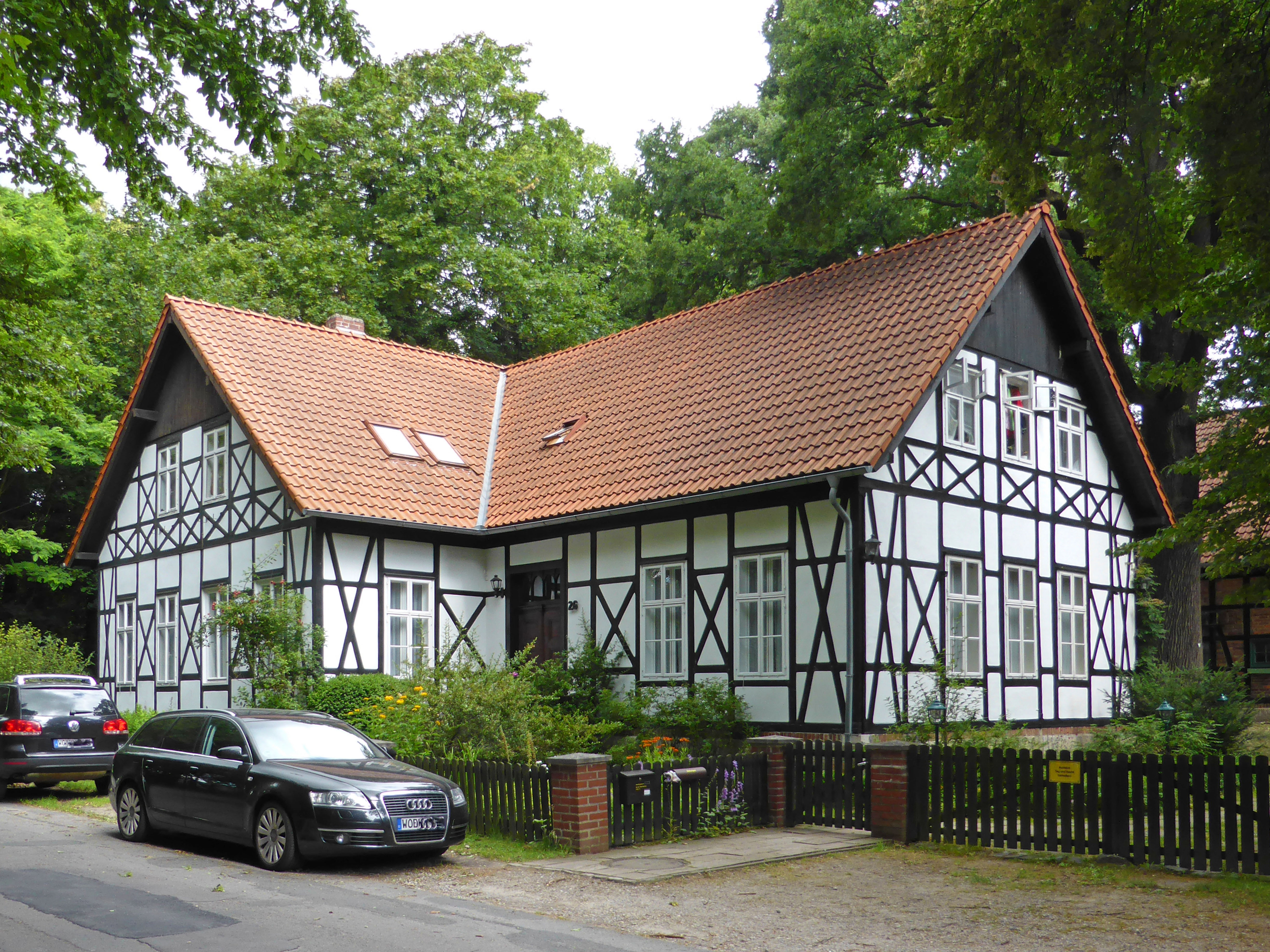
Subud-Haus in Wolfsburg

Die Subud-Bruderschaft ist eine internationale, hauptsächlich aus der von Ahmad Chatīb Sambas (1803–1875) gegründeten javanischen islamischen mystischen Bewegung Tariqa Qadiriyya wa Naqshbandiyya (TQN) hervorgegangene Bruderschaft, die in den 1920er/1930er Jahren vom Javaner Muhammad Subuh Sumohadiwidjojo (1901–1987) gegründet wurde. Der Name ist ein Akronym der Sanskritworte „Susila Budhi Dharma“.
Die spirituellen Übungen von Subud werden latihan bzw. latihan kejiwaan (indonesisch: „seelische/geistige Übung“) genannt. Die dem Sufismus nahestehende Bewegung hat auch viele Anhänger im Westen. Sitz von Subud Deutschland ist ein ehemaliges Forsthaus in Wolfsburg. Eine Persönlichkeit der Bewegung in Deutschland war der dortige Künstler Horus Engels; auch die zeitweilig in dem Ort lebende Schmuckdesignerin Vivianna Torun Bülow-Hübe gehörte ihr an, ferner der Puppenspieler Harro Siegel. Eine Broschürenreihe Subud Chronik erschien Anfang der 1960er Jahre.
Ansprachen des Gründers Muhammad Subuh sind unter dem Titel Bapaks Ansprachen auch ins Deutsche übersetzt (Hamburg: Siegmund).